# Skillinge kapell
Skillinge kapell eller Sankt Pauli Sjöfararens kapell är ett kapell i  Skillinge i Lunds stift. Det tillhör Gärsnäs församling.

## Kyrkobyggnaden
Kapellet, som invigdes i augusti 1946 av biskop Edvard Rodhe, är inrymt i det tidigare stallet i en gårdsbyggnad från 1700-talet. År 1966 uppfördes ett klocktorn på kapellets tak enligt Torgny Gynnerstedts ritningar.
I trädgården på kapellets baksida står ett Tempelträd (Ginkgo).
Kapellet har en altartavla med psalmtexten Om Jesus med i skeppet är, kan intet oss förskräcka.

## Bildgalleri

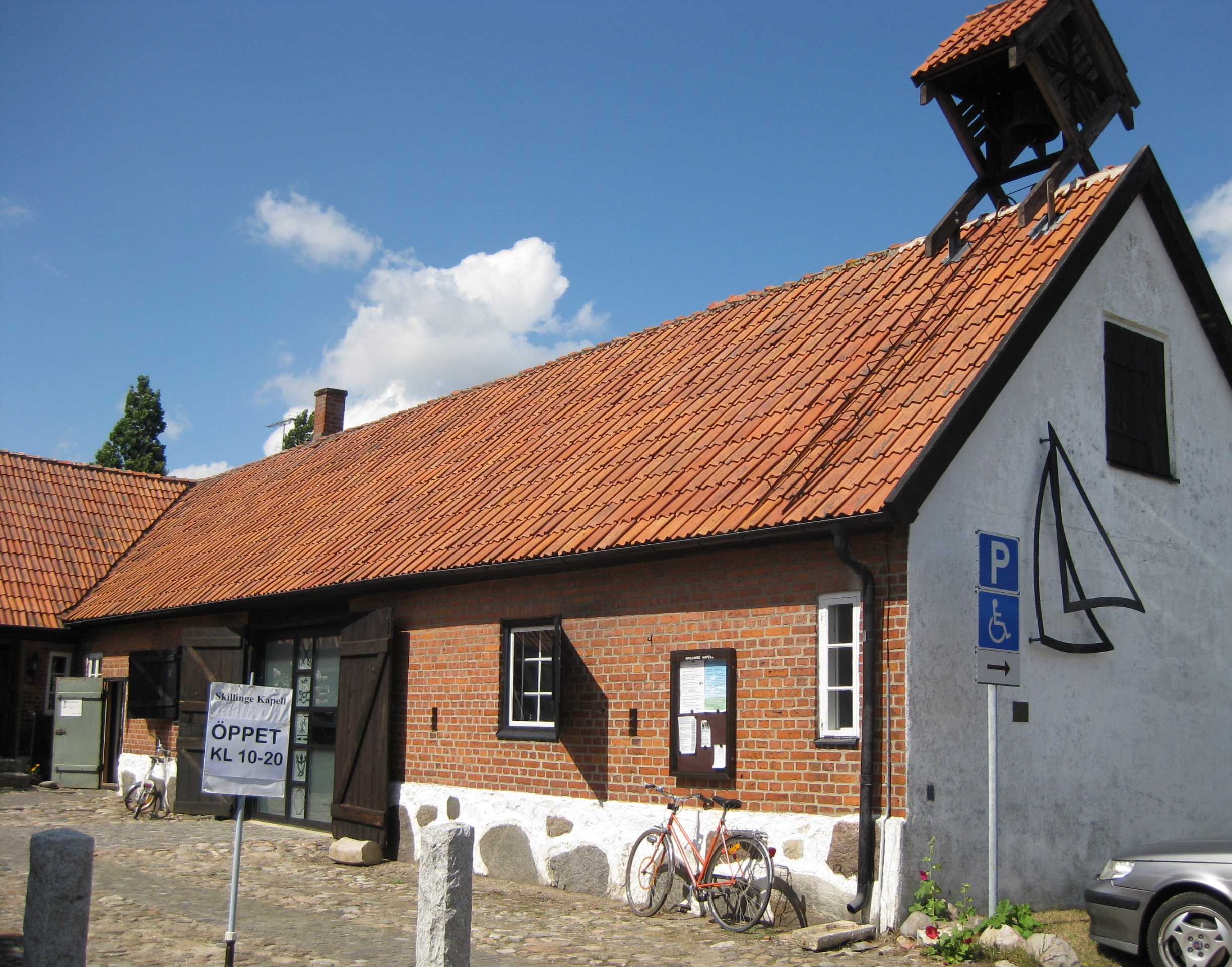
Skillinge kapell, 2008
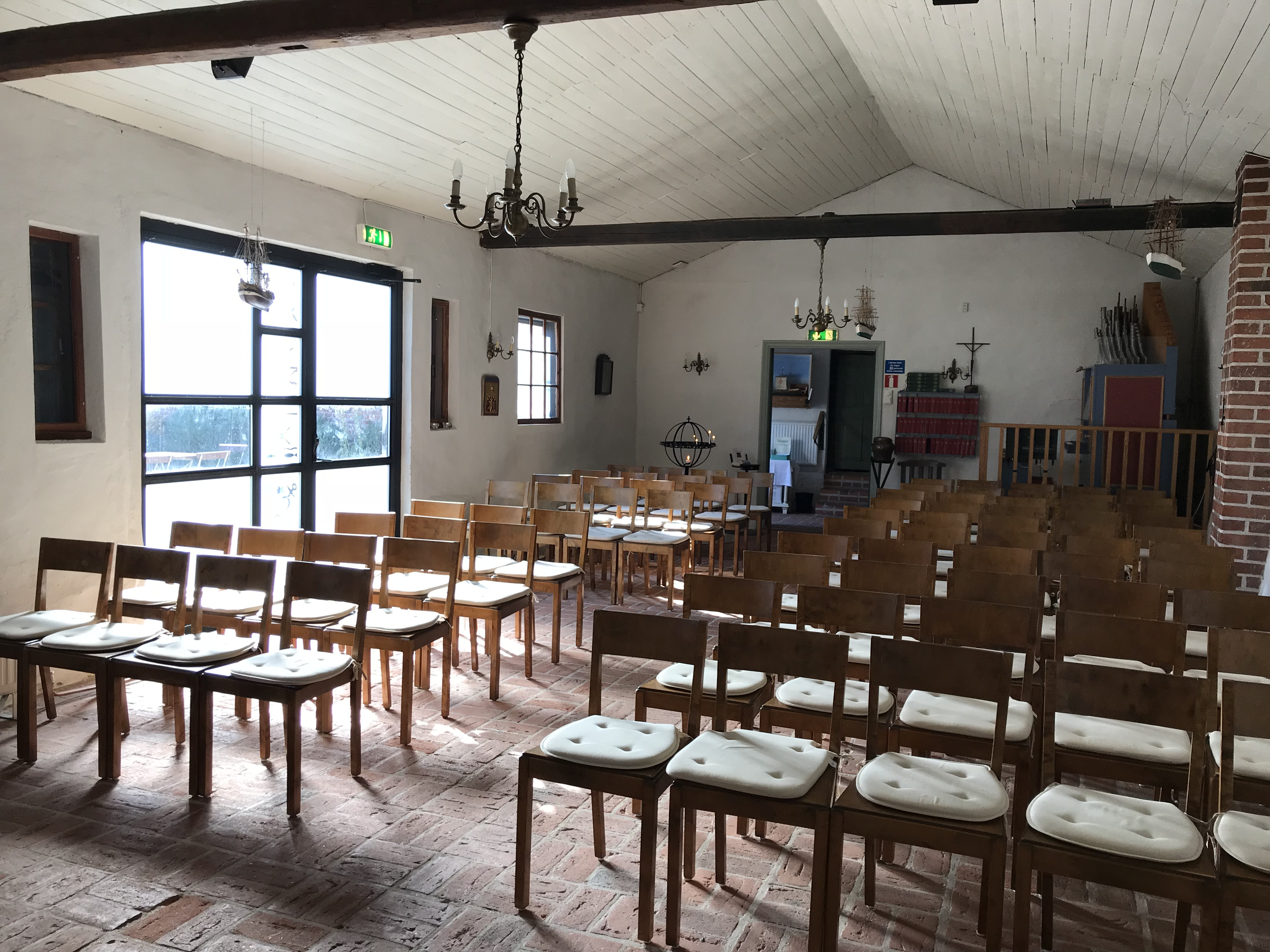
Kyrkorummet
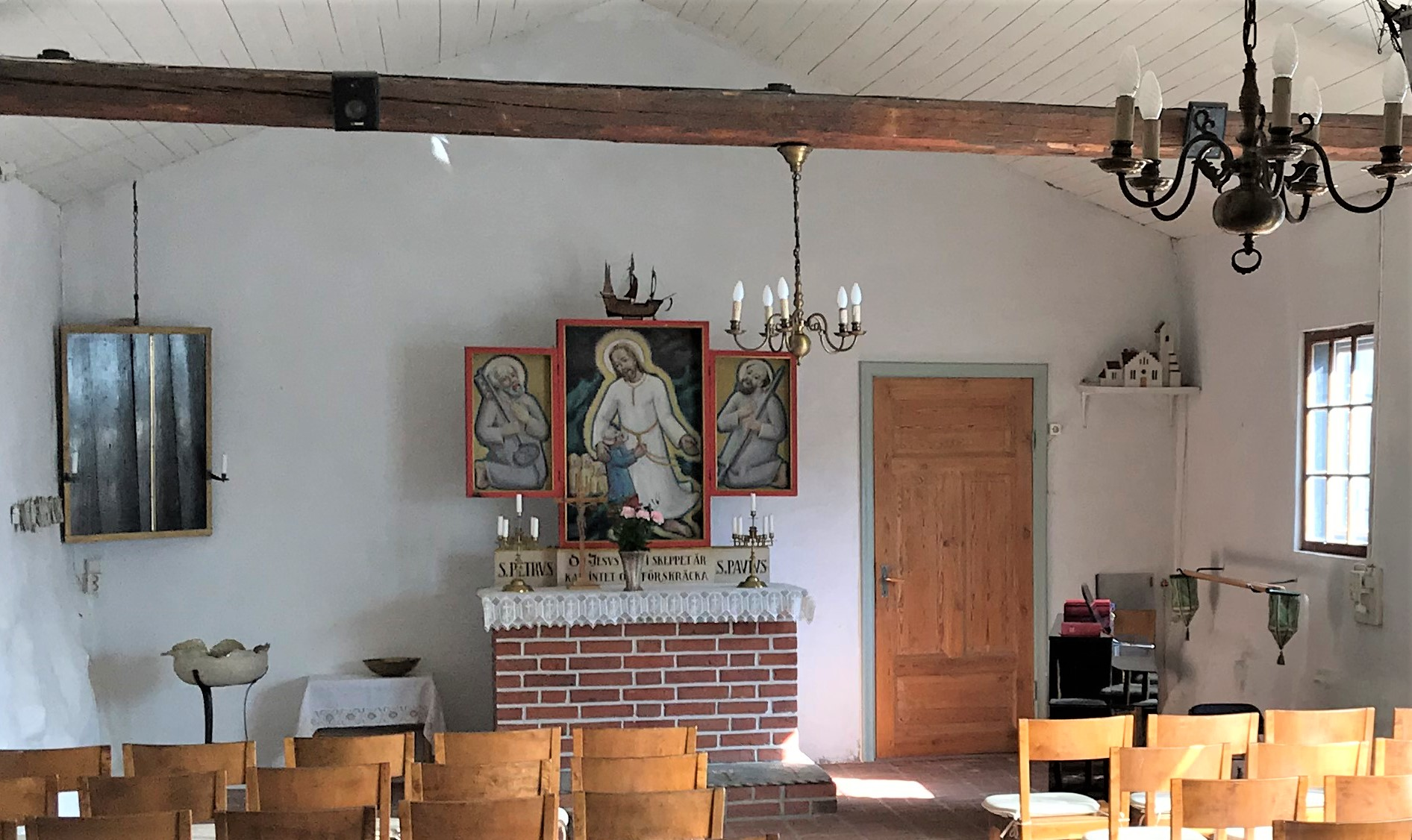
Altartavlan
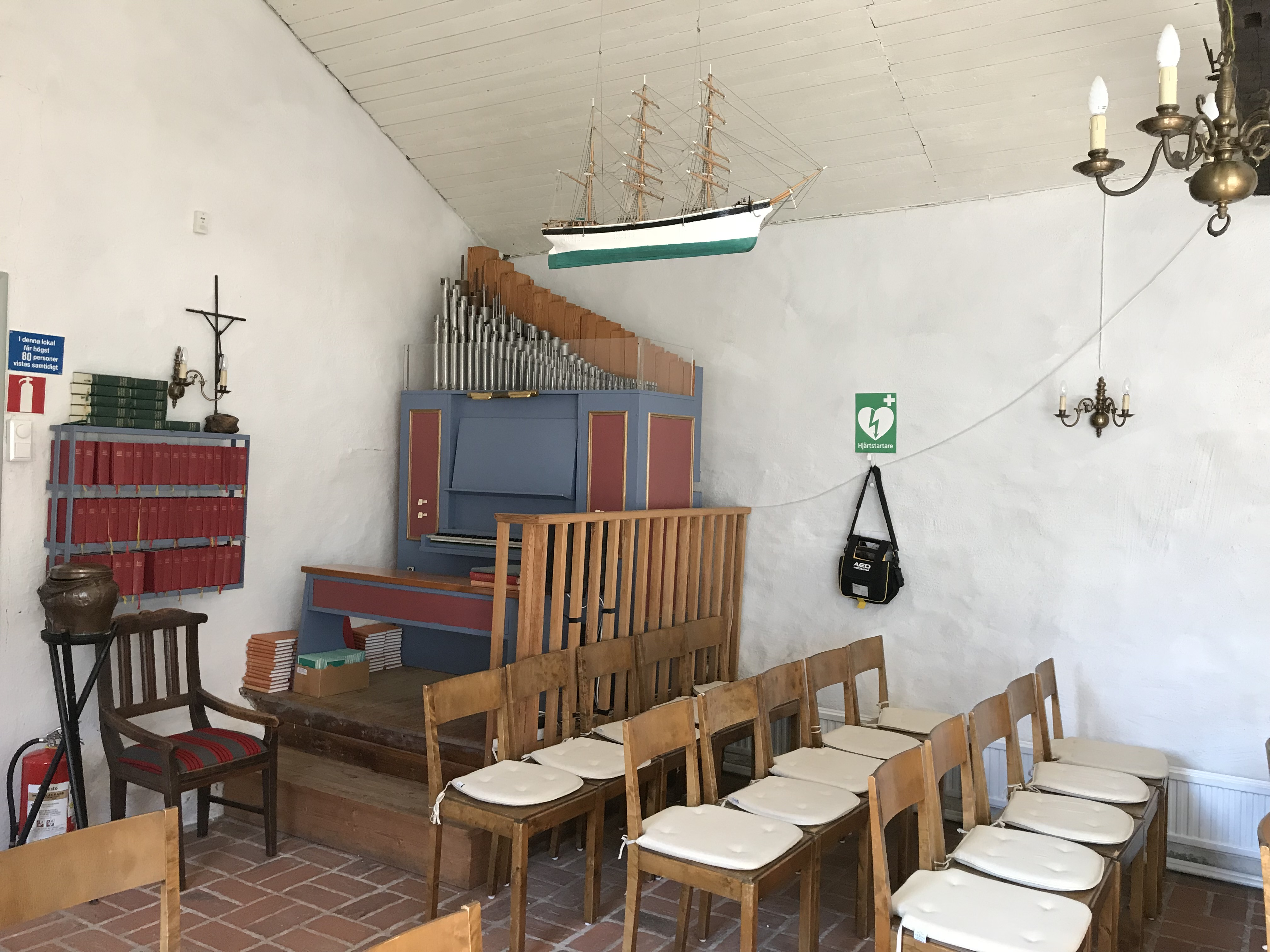
Orgeln
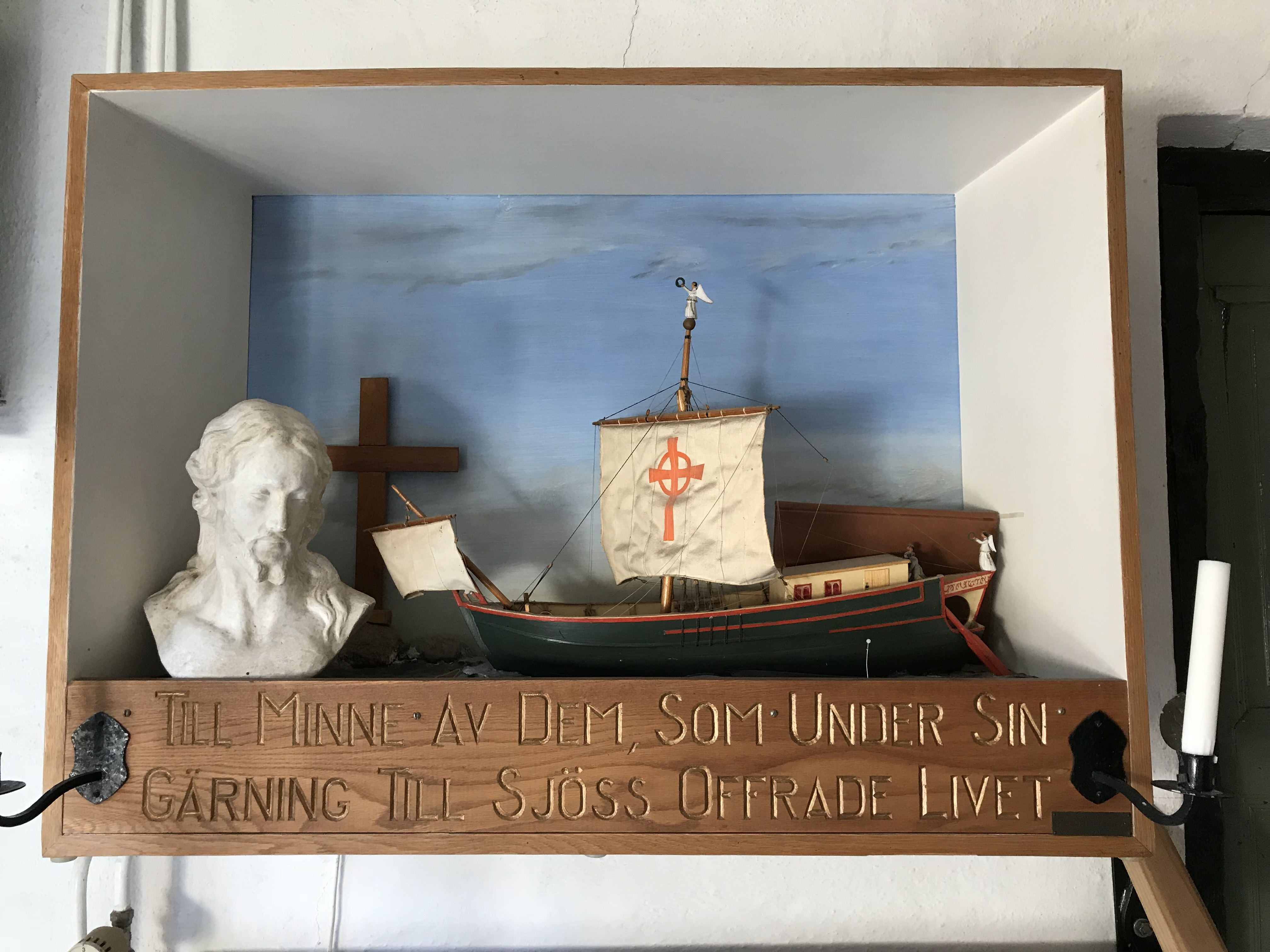
En minnestavla